# Station Esslingen
Station Esslingen is een spoorwegstation in de Duitse plaats Esslingen am Neckar. Het station werd in 1845 geopend. Het is gelegen aan de Filstalbahn.